# Turó d'en Guli
El Turó d'en Guli és una muntanya de 84 metres que es troba al municipi de Calella, a la comarca del Maresme.